# Santi Quattro Coronati-bazilika
A Santi Quattro Coronati-bazilika Celio római kerületben található kisbazilika címtemplom, az azonos nevű dombon található keresztény komplexum része.

## A négy szent
A négy címzetes szent neve, akik a nagyböjt negyedik hete hétfőjének egy szakaszát jelentik, a pápai Academia Cultorum Martyrum szerint: Castorio, Sinfroniano, Claudius és Nicostratus, akikről november 8-án emlékeznek meg.
A legenda beszél négy keresztény kőfaragóról, akiket Diocletianus római császár uralkodása alatt megöltek, mert nem voltak hajlandók pogány bálványokat faragni, de négy (vagy öt) katonáról is beszélnek, akik ugyanúgy mártírhalált haltak, és a vértanúk sírjába temették el őket.
A mártírok a középkor óta az építő céhek és még ma is a falművészetek (mint a bolognai vagy firenzei) védőszentjei. A márvány- és építőművészethez fűződő kapcsolatuk miatt a Santi Quattro a szabadkőművesség számára is nagyon kedves: a londoni Research Lodge Q.C. például még mindig november 8-án tartja éves fesztiválját.

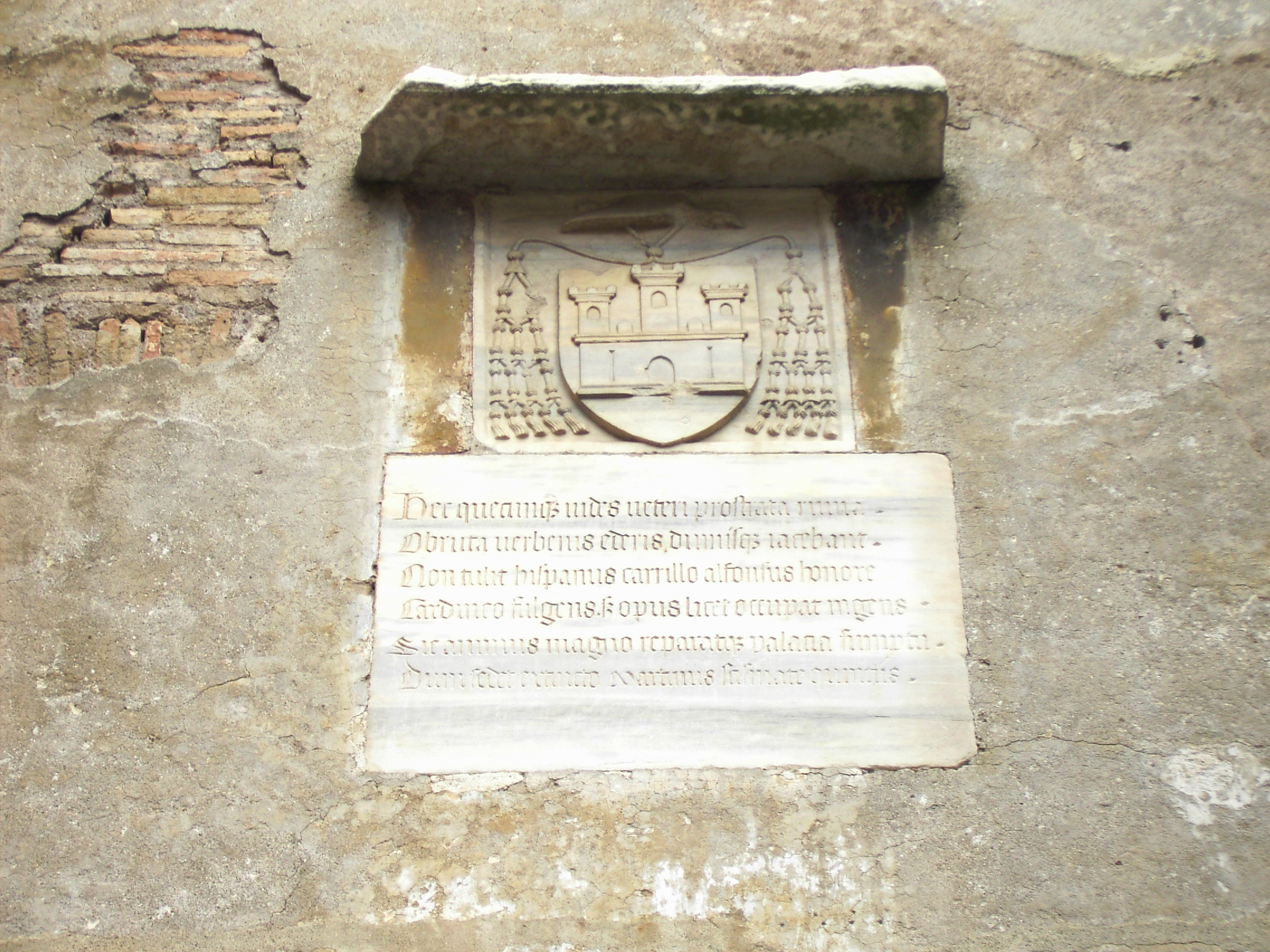
Alfonso Carrillo de Albornoz bíboros emléktáblája
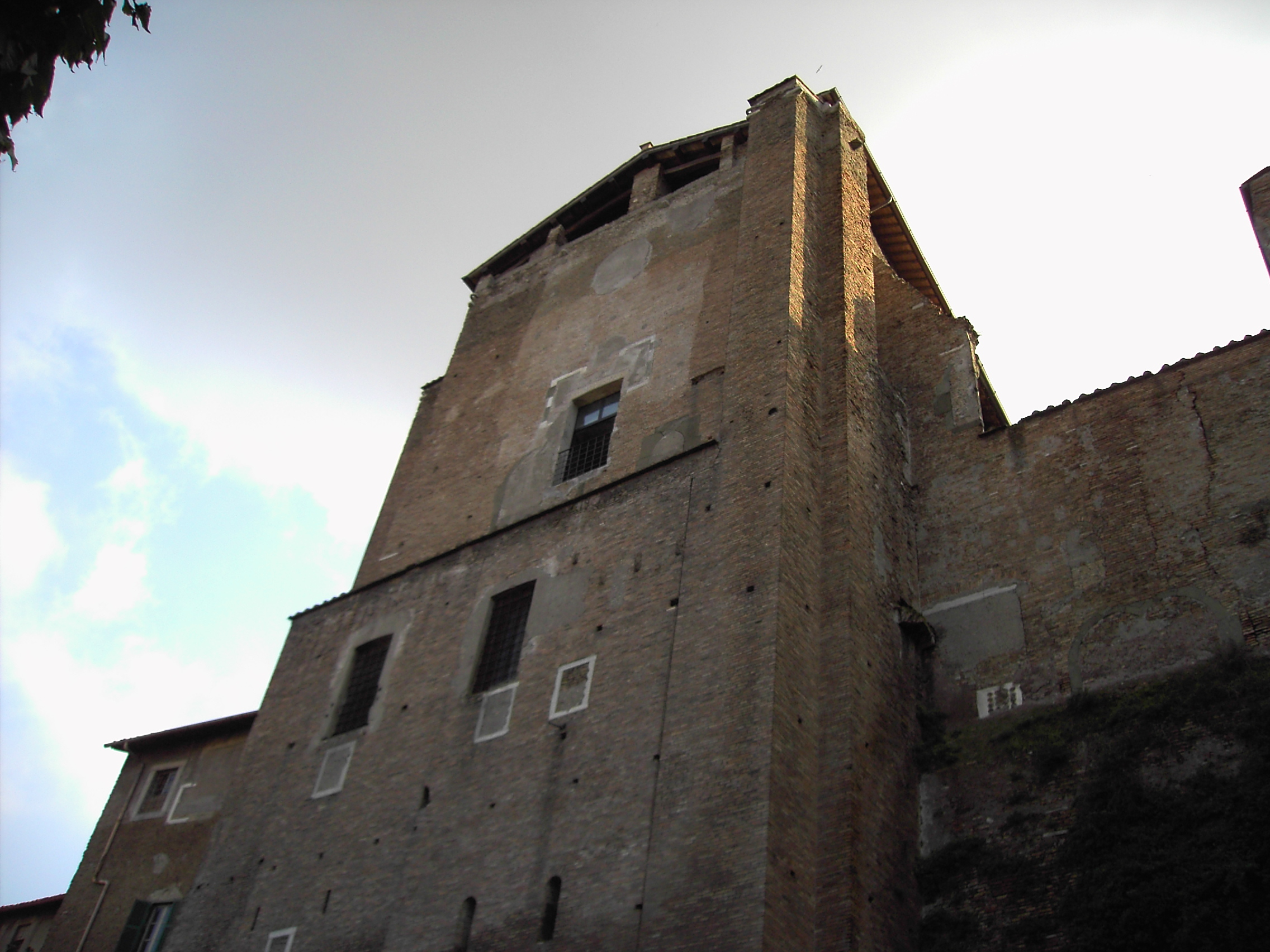
Torony a via dei Santi Quattro felé
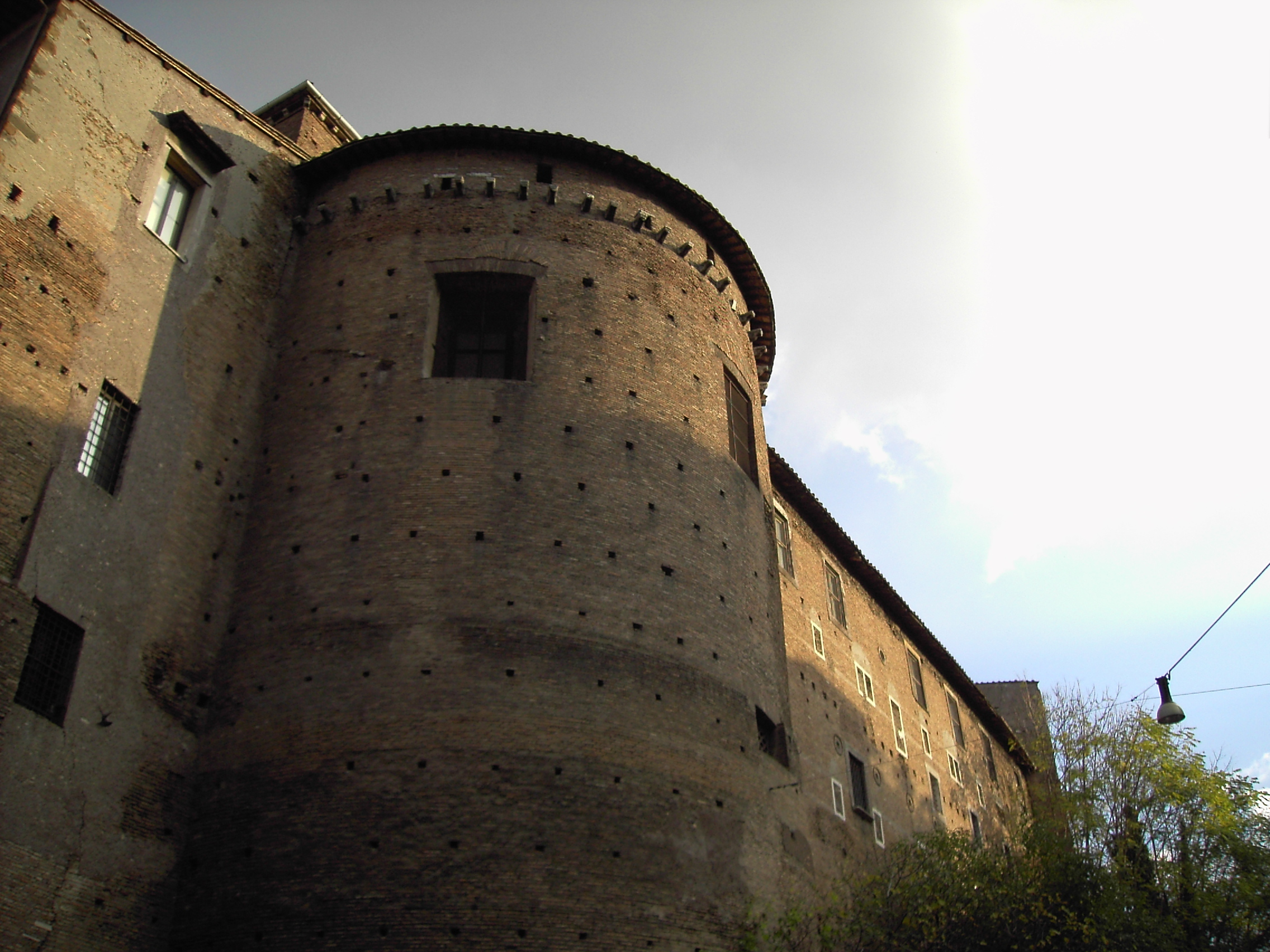
Apszis és bíborosi palota

## Az épületek
A helyszín még mindig egy erődített kolostoregyüttesnek tűnik, szerény külső megjelenésű, de masszív falkonzisztenciájú, amely egy bazilikából és egy sor más szakrális és lakóterből áll (kripta, udvarok, kolostor, régi bíborosi palota). A 4. századi gazdag, késő ókori arisztokrata rezidencia helyén, az ókori via Tuscolana mentén (a mai via dei Santi Quattro) áll, és az évszázadok során többször radikálisan átalakították.
A templom bejárata egy boltíves portál, amelyet a 9. századi hatalmas harangtorony szegélyez, egyszerű, márványból készült, díszítés nélküli keretben. A portálon túl egy első udvarba lépünk be, tizenhatodik század végi boltívekkel, amelyek a Leonine-bazilika ősi bejárati csarnokának felelnek meg: a boltív fölött olvasható egy méretes felirat gót betűkkel a Carillo bíboros által a tizenötödik században elrendelt helyreállításról.
A primitív apszidális termet 499 előtt alakították át keresztény istentiszteleti hellyé. Ebből az időből származik az első bizonyíték a titulus Aemilianae-ről, amelyet a kora középkori források többször is azonosítottak a Santi Quattro-templommal. Annak magasabb elhelyezkedése és Lateráni bazilikához, a pápaság akkori székhelyéhez való közelsége is erre utal.
A komplexum erődítménye (kripta, akkoriban kívül-belül díszített bejárati torony, első udvar az első egyházi épületekkel) a Karoling-korból származik, IV. Leó pápának tulajdonítható (a 9. század közepe tájáról).
A Robert Guiscard 1084-ben okozott tűzvész után II. Paszkál pápa gondoskodott újjáépítéséről, azonban a bazilikát az egykori központi hajó nyugati felére redukálta, a korábbi teret pedig a jelenlegi második udvarrá alakíttatta át, míg az eddigi oldalhajókat beiktatták a jobboldalt címzetes bíborosi palotába, a baloldalt a maga II. Paszkál által alapított kolostorban 1138-tól a Foligno melletti Santa Croce di Sassovino bencés apátság priorátusa lett.
A fontos helyreállításokat (amelyeket az első udvarban, a torony alatt a bíborosi címer befalazott felirata bizonyít) Carillo bíboros a 15. században hajtattott végre az avignoni fogság után, amikor V. Márton pápa pápai székhellyé nyilvánította a komplexumot. Annak a Vatikánba költözésével azonban a komplexum jelentősége csökkent. 1564. március 12-én az egészet az Ágoston-rendi apácákra bízták, akik az udvarra néző szobákat árvaházzá alakították át. Ma is Ágoston-rendi kolostor.

## Belső terek
A komplexum néhány fontos eleme:

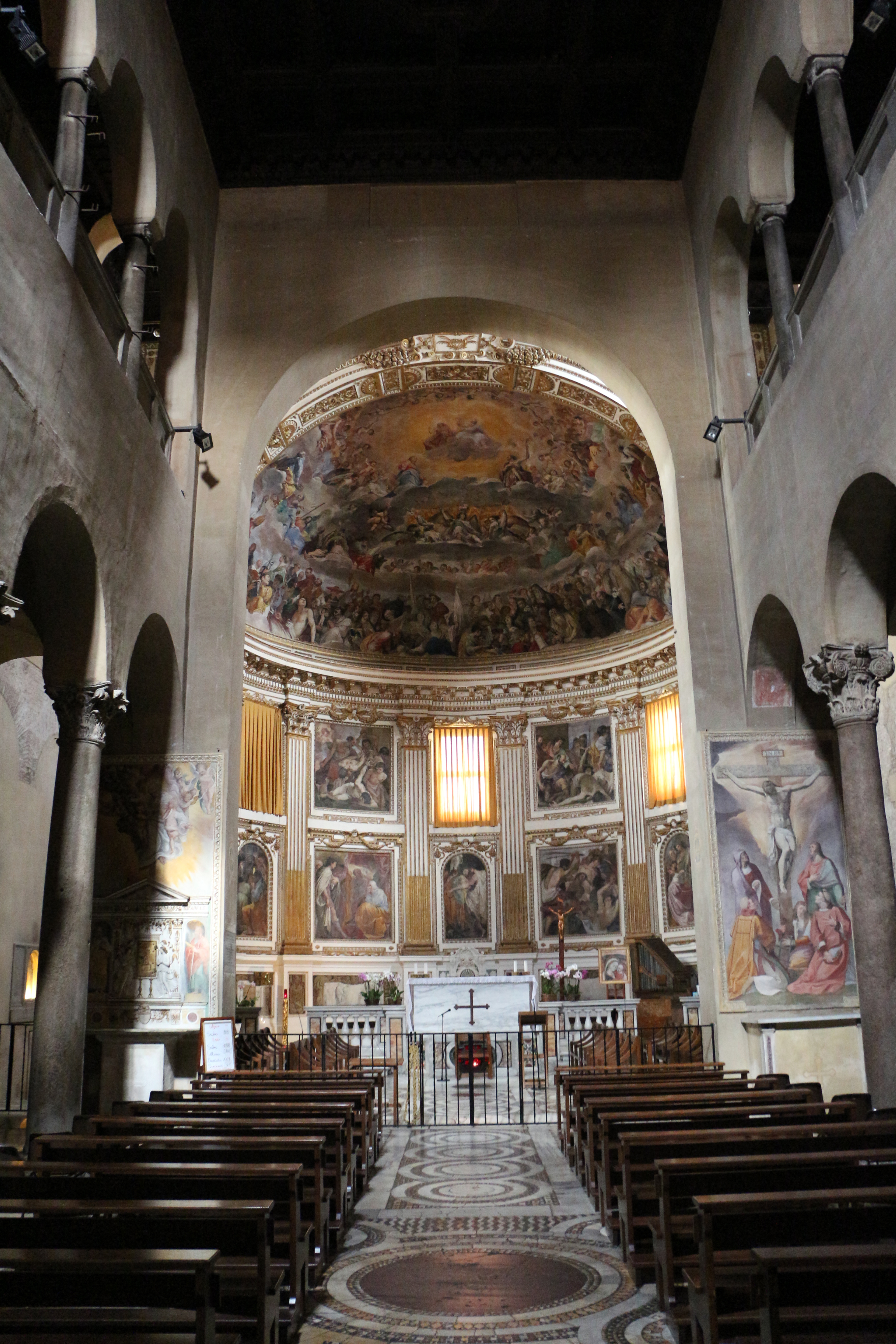
A bazilikabelső

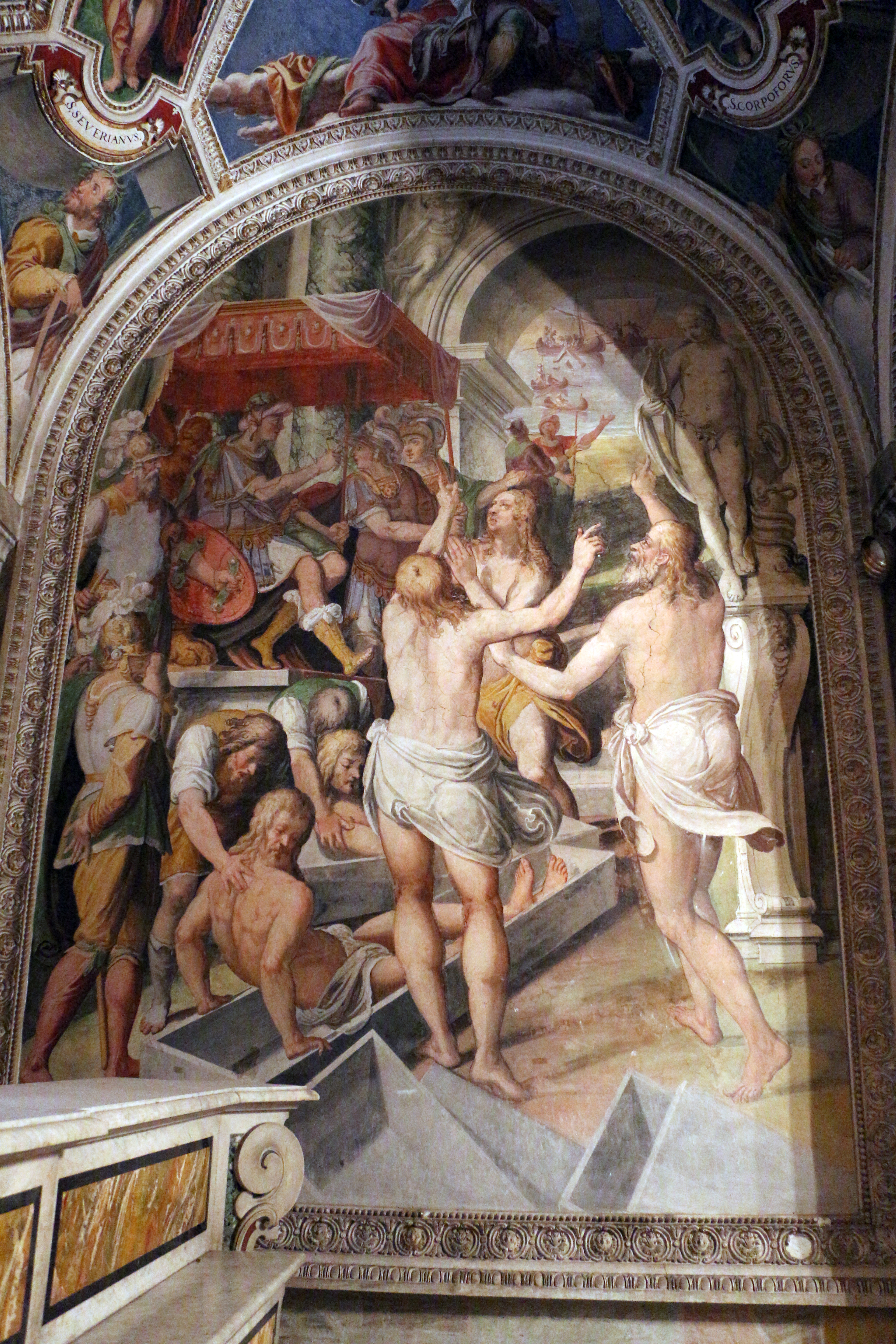
Raffaellino da Reggio, A négy szent mártíromsága, 1574, Róma, Szent Szilveszter oratóriuma

- a jelenlegi templom oszlopfői csupaszok, más ősi építményekből származnak;
- az apszis, egyedülálló példa Rómában, mindhárom hajót átöleli;
- a templom „női karzatai”, amelyek II. Paszkál pápa rekonstrukciója során épültek, az utolsó női karzatok, amelyek Rómában épültek;
- San Silvestro oratóriuma: figyelemre méltó freskókkal díszített 13. századi bizánci stílusban I. Szilveszter pápa I. Constantinus római császár történetei, a legendából átvéve Az „Actus Silvestri”-ben elbeszélve az ikonográfiai programban is tanúskodik a komplexum politikai relevanciájáról a pápaság időbeli hatalmával összefüggésben; a presbitériumot Raffaellino da Reggiónak tulajdonított, 1574-ből származó freskók díszítik, amelyek a „négy koronás szent vértanúságáról” szólnak.
- a közelmúltban újra felfedezett 'Aula Gotica' freskóciklusa, amely a gótikus művészet alapvető tanúsága Róma városában (Jacopo Torriti neve is szóba került). A freskókon emberi alakok jelennek meg az azuritból készült, értékes kék háttér előtt, és a tizenkét hónapot ábrázolják; felettük a Művészetek, a boltozat bordáiban a négy évszak, a vitorlán pedig a már részben elveszett állatöv jegyei láthatók.
- az ereklyetartó Szent Sebestyén koponyáját rejti (teste többi része a római katakombák bazilikájában nyugszik).
- a pozitív szárnyorgona valószínűleg Testa orgonaépítőitől származik a 17. századból, eredeti állapotában sértetlen és összesen 380 sípja 9 regiszterrel van felszerelve.[4]
- fontos történelmi és művészeti jelentőségű a kolostor belsejében található két kápolna, a kolostorból megközelíthető Santa Barbara-oratórium és a San Nicola oratóriuma. Ez utóbbi eredetileg a bazilika jobb oldalára nézett. A cím szokványos, mivel a Liber Pontificalis egy Szent Miklósnak szentelt oratóriumot említ a bazilikával kapcsolatban Sisto és Barbara oratóriumával együtt. A belső tér nem látogatható, mivel a kolostor zárt részén helyezkedik el.

## Bíborosok
A templom 884. óta címtemplom. Azóta sok bíboros, köztük két pápa, Szent IV. Leó és Szent VI. István valamint a magyar *Vaskúti Demeter címtemploma is volt. Jelenlegi bíborosa Roger Michael Mahony.

## Fordítás
Ez a szócikk részben vagy egészben  a   Basilica dei Santi Quattro Coronati című olasz Wikipédia-szócikk ezen változatának fordításán alapul.  Az eredeti cikk szerkesztőit annak laptörténete sorolja fel. Ez a jelzés csupán a megfogalmazás eredetét és a szerzői jogokat jelzi, nem szolgál a cikkben szereplő információk forrásmegjelöléseként.

## Egyéb projektek
- Wikibooks contiene testi o manuali sulla disposizione fonica dell'organo a canne
- Wikimedia Commons contiene immagini o altri file sulla basilica dei Santi Quattro Coronati